# Moovit
Moovit est une application mobile et web de déplacement urbain et calcul d'itinéraire. Elle s'appuie sur une communauté de bénévoles et des partenariats avec des entreprises pour proposer gratuitement des itinéraires en temps réel pour un grand nombre de modes de transport (bus, ferry, métro, train, tramway, trolleybus, vélo en libre-service, taxi, VTC, covoiturage, autopartage).
Créée en 2012, elle compte 1,7 milliard d'utilisateurs et couvre 3 500 villes dans 112 pays en juillet 2023.

## Historique
L'application communautaire Moovit est lancée en 2012 par Nir Erez, Roy Bick et Yaron Evron sur Android et iOS par la start-up israélienne Moovit Inc.,.
En 2013, Moovit s'exporte à l'international et devient disponible en France en juin 2013.
En novembre 2013, Moovit est disponible dans 65 villes du monde et cumule 2,7 millions de téléchargements. Elle est alors notamment utilisée par 400 000 personnes en Amérique du Sud, 300 000 personnes en Espagne et 25 000 personnes en France.
En janvier 2015, le fondateur de l'application, Nir Erez, annonce la levée de fonds de 50 millions de dollars auprès d'entreprises privées comme le groupe Bernard Arnault, BMW i Ventures et Keolis. L'application compte alors 15 millions d'utilisateurs.
En octobre 2016, l'entreprise emploie une centaine de personnes et annonce avoir levé plus de 80 millions de dollars depuis sa création.
En mai 2020, Moovit Inc. est acquise par Intel pour la somme de 900 millions de dollars. La société israélienne Mobileye, filiale d'Intel, acquiert Moovit en 2022. Celle-ci entend utiliser les fonctionnalités de Moovit en termes de relation avec les utilisateurs, réservation, analyse des données et prise en compte du réseau de transport local pour améliorer son système d'aide à la conduite autonome.
En juillet 2023, Moovit comptabilise 1,7 milliard d'utilisateurs dans le monde (toutes plateformes confondues), 875 000 contributeurs dans 142 pays, 3 500 villes couvertes dans 112 pays, plus de 6 millions d'arrêts et plus de 280 employés répartis dans 17 sièges sociaux (Ness Ziona, San Francisco, New York, Chicago, Philadelphie, Buenos Aires, São Paulo, Rio de Janeiro, Londres, Paris, Madrid, Milan, Rome, Istanbul, Sydney, Kuala Lumpur et Jakarta).

## Fonctionnement

### Fonctionnement de l'application

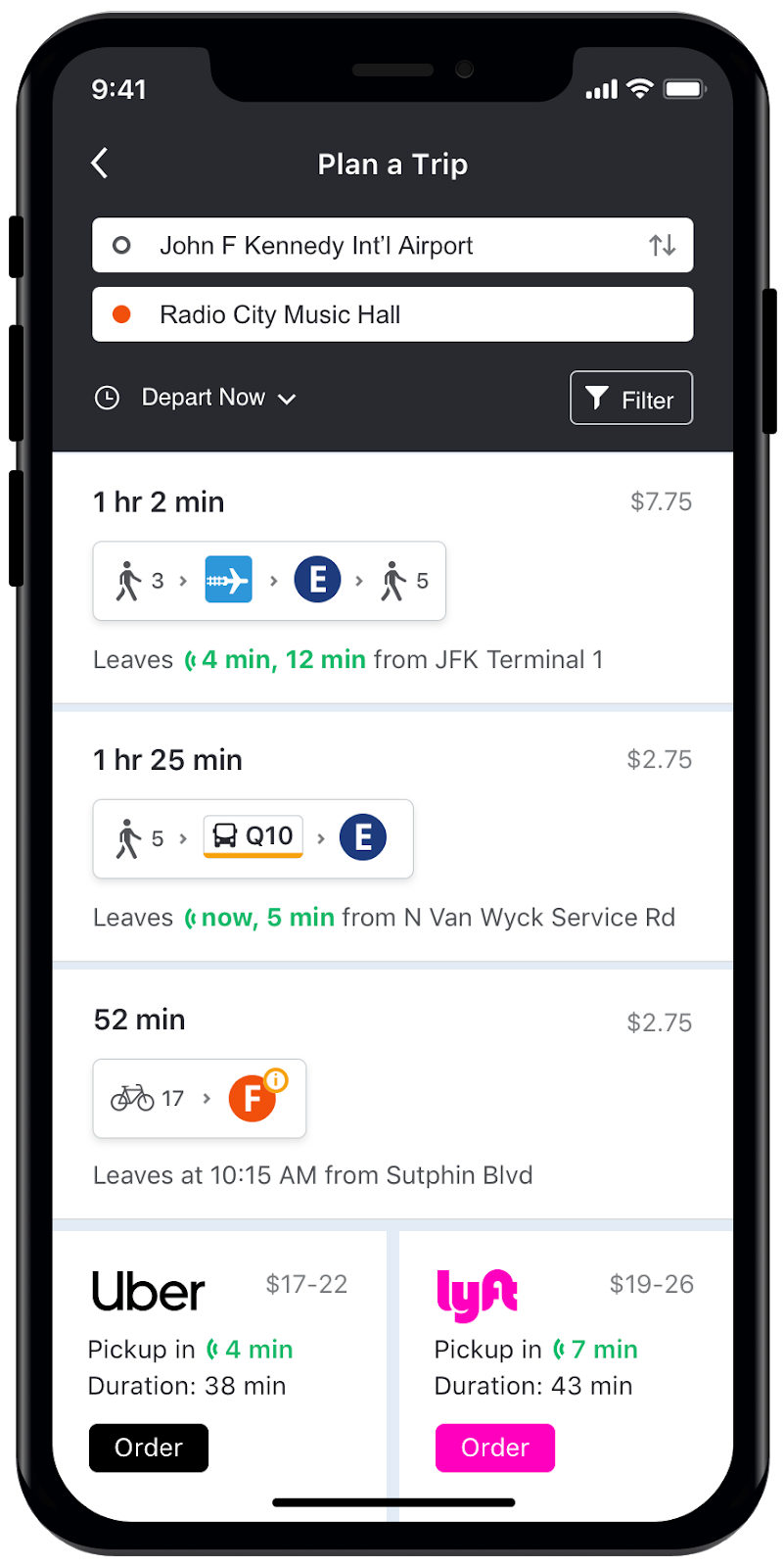
Aperçu d'une recherche d'itinéraire sur iOS à l'aide de Moovit.

Moovit est une application de calcul d'itinéraire pour les transports en commun. Elle fournit également le plan des réseaux de transport en commun (bus, tramway, métro) et les horaires de passage des véhicules. Lorsqu'ils sont disponibles, ces horaires s'affichent en temps réel, à partir des données fournies par les opérateurs de transport en commun, la position des utilisateurs, et la position des conducteurs. La position des véhicules en temps réel permet d'informer les utilisateurs par notification de l'arrivée de leur transport et de l'approche de leur arrêt de descente.
L'application lance en 2016 des fonctionnalités supplémentaires de covoiturage urbain à Israël et Rome, de M-Ticketing pour les transports en commun en Pologne, à Rio de Janeiro et à Rome, d'autopartage avec DriveNow, et de courses en VTC avec Uber en mai 2014 puis Gett en Israël et Easy Taxi au Brésil et en Colombie. Elle lance en 2019 un système de réservation de navette à la demande.

### Communauté
Moovit demande à ses utilisateurs de lui transmettre des données en temps réel sur leur voyage : taux de remplissage des transports, panne, retard, note des lignes empruntées, présence de Wi-Fi ou de places handicapées à bord, propreté, prudence du conducteur, etc.. Cela représente 100 millions de rapports individuels quotidiens. Moovit récupère anonymement la position de ses utilisateurs afin de connaître la position précise du transport en commun utilisé. En 2020, ce sont 6 milliards de points de données anonymes qui sont collectés chaque jour.
Les utilisateurs peuvent également participer à l'ajout de données dans les villes non couvertes : ajout des lignes, des arrêts et des horaires théoriques. En octobre 2016, ils sont plus de 75 000 dans 142 pays et ont ajouté 10 des 36 villes alors présentes en France (par exemple, Montpellier, Mont-de-Marsan, Besançon et Briançon). Ils sont 875 000 (dans 142 pays) en juillet 2023. Appelés « ambassadeurs » (ou « Mooviters »), ces utilisateurs bénévoles reçoivent des produits dérivés de la marque en échange de leurs contributions.

### Partenariats
Moovit forme des partenariats avec les opérateurs de transport en commun afin qu'ils promeuvent l'application et lui fournissent les données du réseau les plus précises. Les partenaires peuvent en échange demander des rapports d'activité mensuels sur la qualité du réseau de transport et la satisfaction des utilisateurs et utiliser les notifications de Moovit comme canal de communication en cas de changement d'horaire ou de perturbation du réseau. En octobre 2016, ce sont 4 500 sociétés qui sont concernées.
Moovit collabore avec d'autres entreprises telles que Microsoft, TomTom, Waze, Cubic Corporation (en) et Arriva.
Moovit est l'application officielle de mobilité d'événements comme les Jeux olympiques d'été de 2016, le Championnat d'Europe de football 2016, les Jeux asiatiques de 2018 et le Tour d'Espagne 2019. Elle a également été l'application officielle de mobilité des équipes sportives AS Roma, Inter Milan et l'Olympique de Marseille.

## Couverture
Disponible dans 65 villes en novembre 2013, 500 villes en janvier 2015, puis 3 200 villes dans 104 pays en août 2020, elle couvre en juillet 2023 3 500 villes dans 112 pays.

## Concurrence
Le principal concurrent direct de Moovit est l'application Citymapper, qui permet également le calcul d'itinéraires en transport en commun.
Souvent comparée à Waze ou à Google Maps, Moovit se dit exploiter un marché plus grand que celui de ces entreprises car il y a davantage d'êtres humains que de voitures en circulation.

## Controverses
En janvier 2021, Moovit est critiquée pour avoir propagé une insulte raciste à l'encontre d'une communauté noire. La zone désignée par Moovit comme « Dartmouth-Preston », près de Dartmouth au Canada, qui abrite une communauté noire historique, est apparue sur l'application comme « Niggerville » (« ville de nègre » en français, le terme « nigger » en anglais étant une insulte). En réaction, Moovit assure avoir pris des mesures immédiates pour retirer les propos racistes du logiciel, en précisant que celui-ci avait été introduit par un utilisateur. Philip Mai, de l'Université métropolitaine de Toronto, a rappelé que Moovit a la responsabilité de modérer les contenus des utilisateurs, en précisant qu'un filtre basique aurait détecté ce propos. Des plaintes ont été déposées contre Moovit et plusieurs signalements ont été faits auprès de la police, qui a assuré avoir lancé une enquête.